# 凯姆斯勋爵
亨利·霍姆，凯姆斯勋爵（英語：Henry Home, Lord Kames，1696年?月?日—1782年12月27日），是苏格兰的法官、哲学家、作家、农业改良者，苏格兰启蒙运动的主要人物。

## 著作
- 《Remarkable Decisions of the Court of Session》（1728年）
- 《Essays upon Several Subjects in Law》（1732年）
- 《Essay Upon Several Subjects Concerning British Antiquities》（1745年）
- 《Essays on the Principles of Morality and Natural Religion》（1751年）
- 《Historical Law-Tracts》（1758年）
- 《Principles of Equity》（1760年）
- 《Introduction to the Art of Thinking》（1761年）
- 《Elements of Criticism》（1762年）
- 《Sketches of the History of Man》（1774年）
- 《Gentleman Farmer》（1776年）
- 《Loose Thoughts on Education》（1781年）